# Jouars-Pontchartrain
Jouars-Pontchartrain – miejscowość i gmina we Francji, w regionie Île-de-France, w departamencie Yvelines.
Według danych na rok 1990 gminę zamieszkiwały 4282 osoby, a gęstość zaludnienia wynosiła 444 osób/km² (wśród 1287 gmin regionu Île-de-France Jouars-Pontchartrain plasuje się na 354. miejscu pod względem liczby ludności, natomiast pod względem powierzchni na miejscu 399.).

## Zabytki
- Zamek Pontchartrain (XVII w.); przez wiele lat należał do rodziny Phélypeaux.
- Kościół św. Marcina (XII w.)
- Kościół św. Linusa

## Galeria

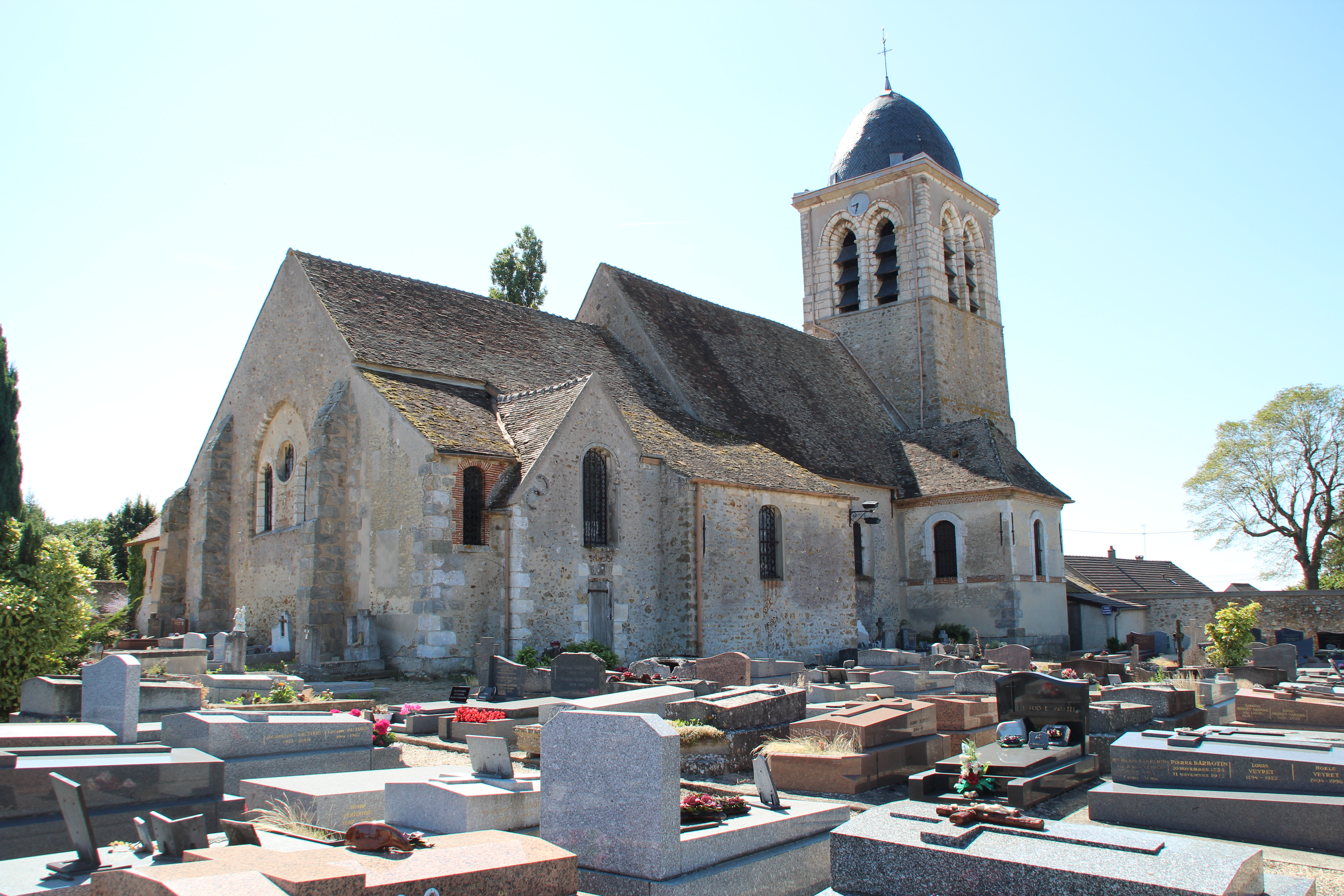
Kościół św. Marcina
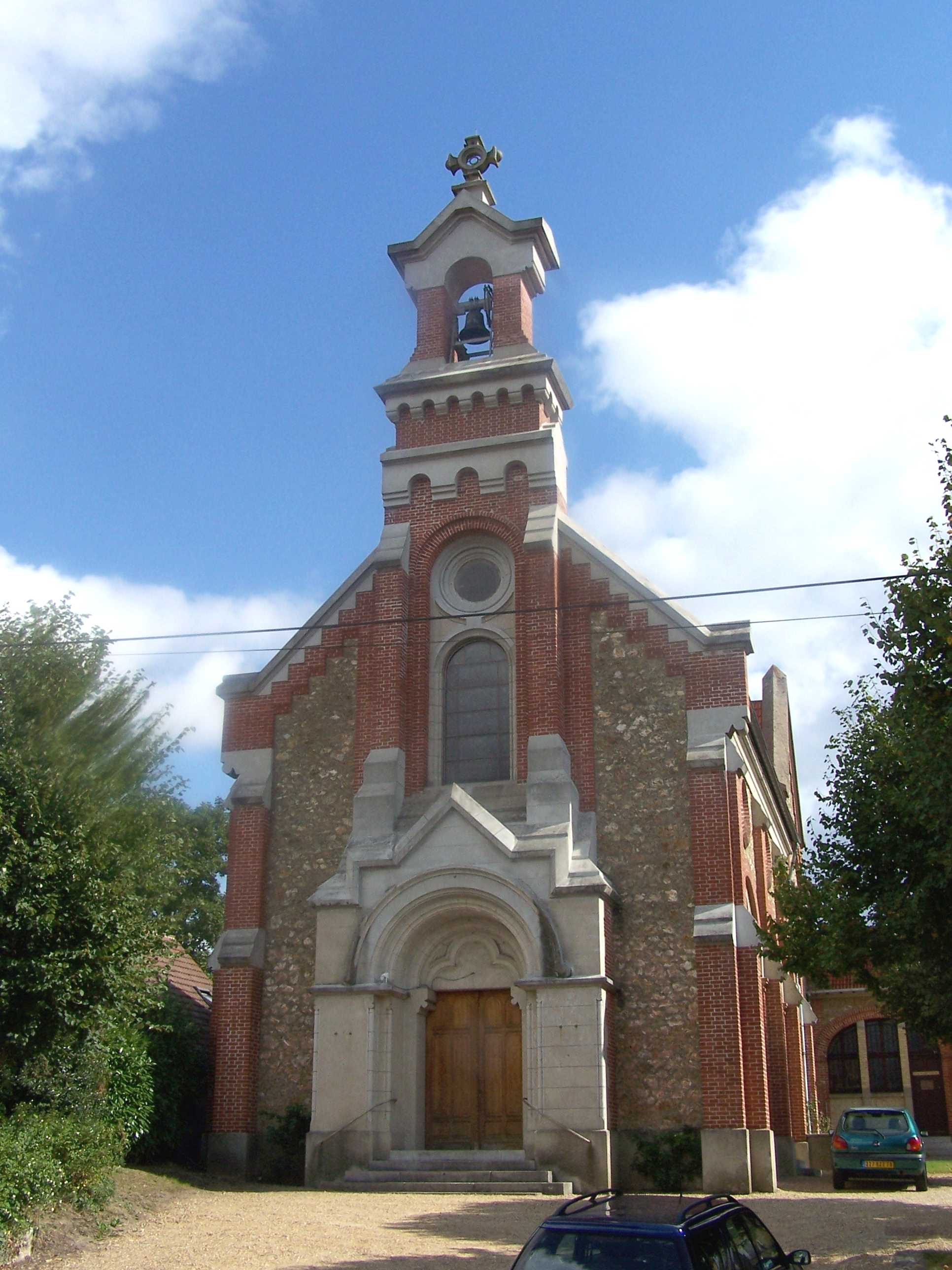
Kościół św. Linusa
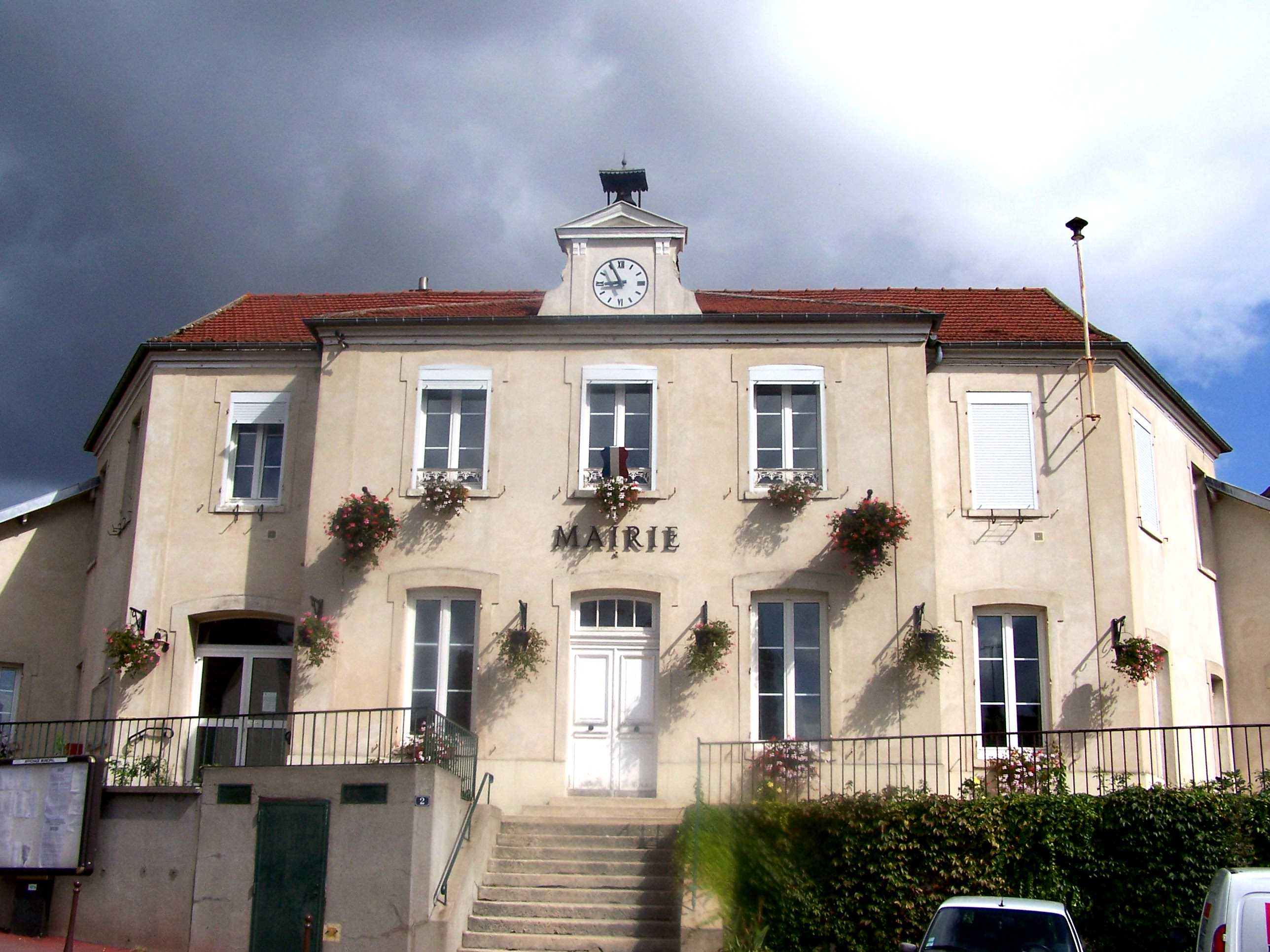
Ratusz
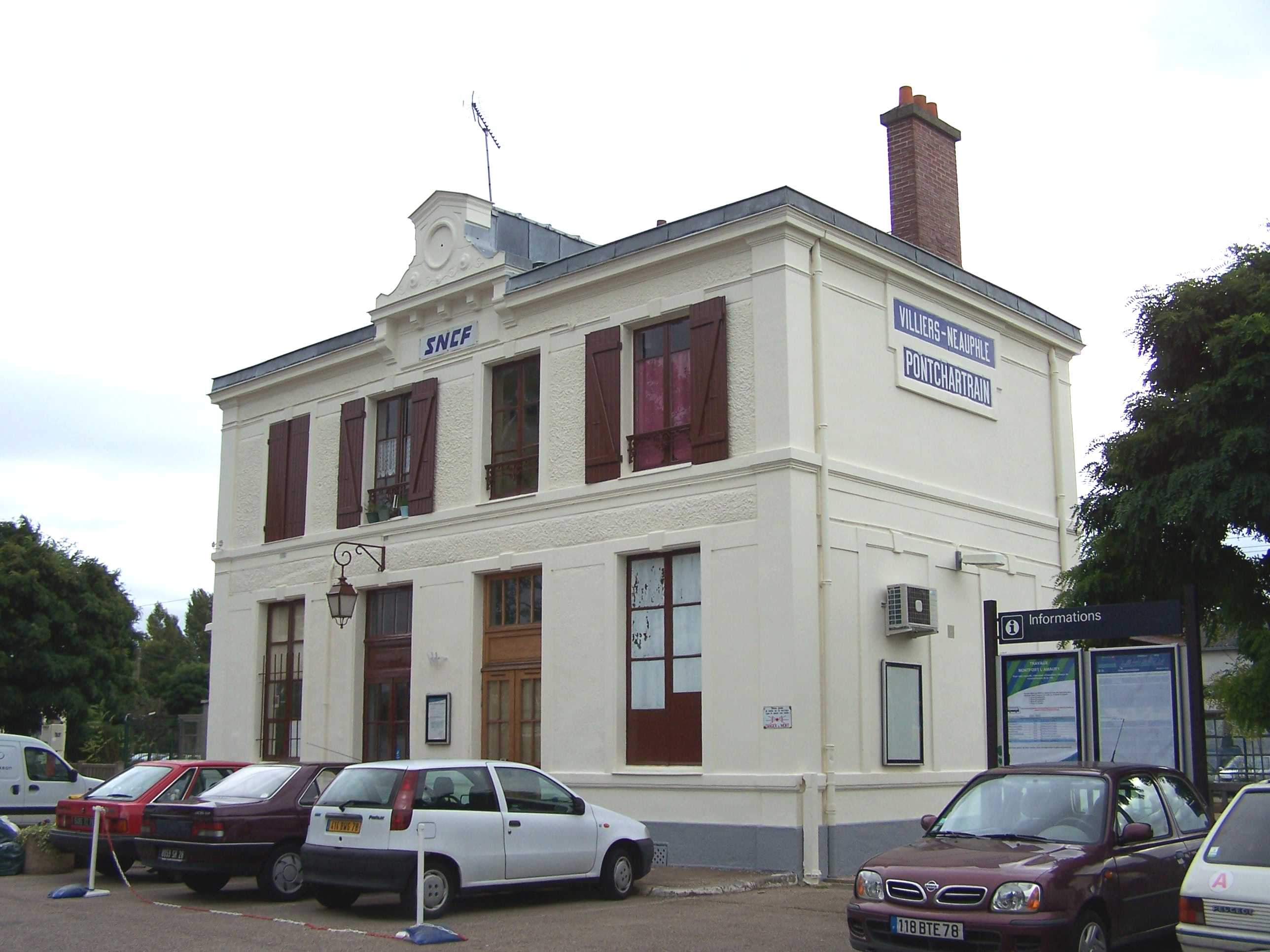
Dworzec
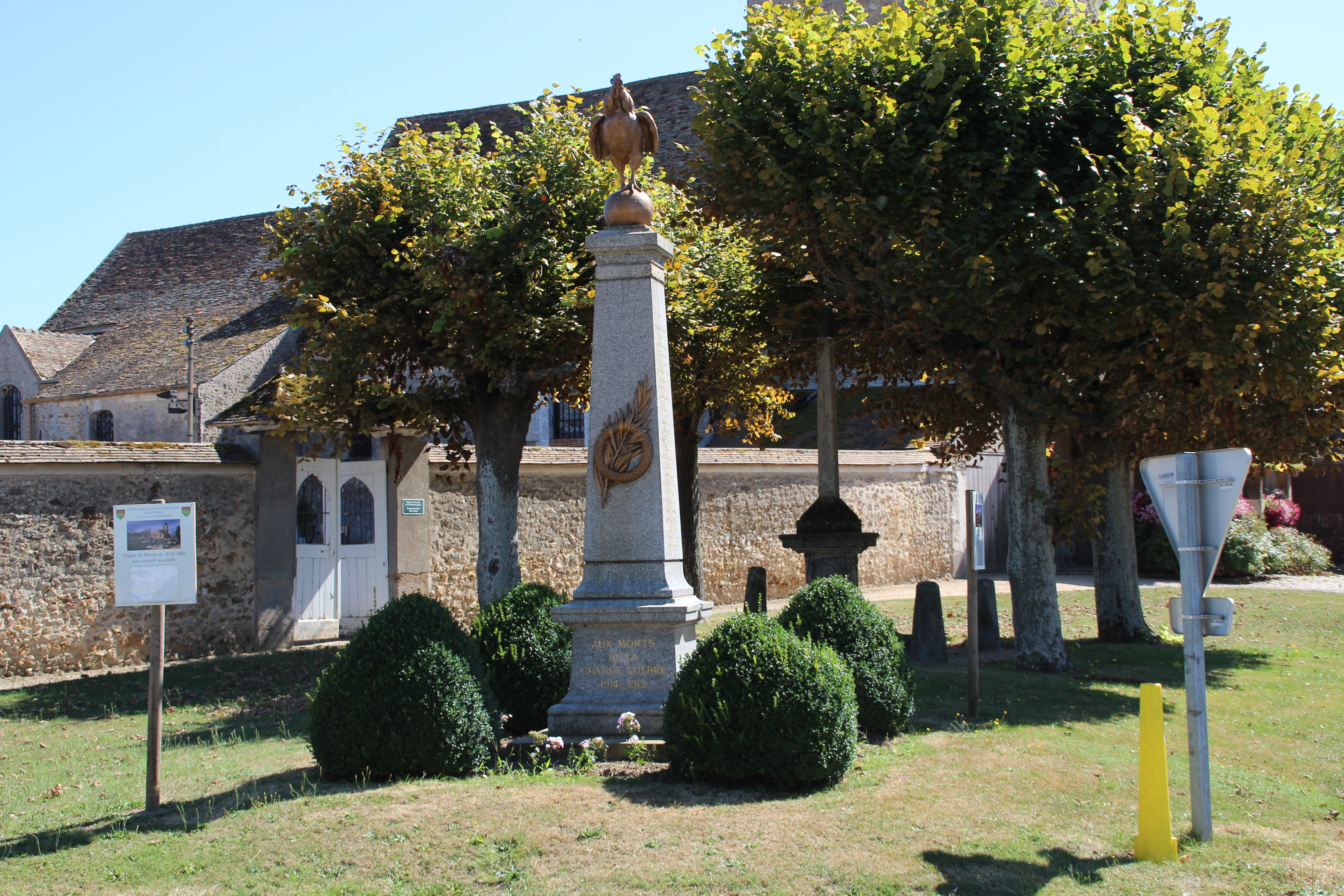
Pomnik poległym w I wojnie światowej